# NGC 2717
NGC 2717 je galaksija u zviježđu Kompasu.

## Vanjske poveznice
- SEDS: NGC 2717